# Theodor-Heuss-Straße 149a (Mönchengladbach)

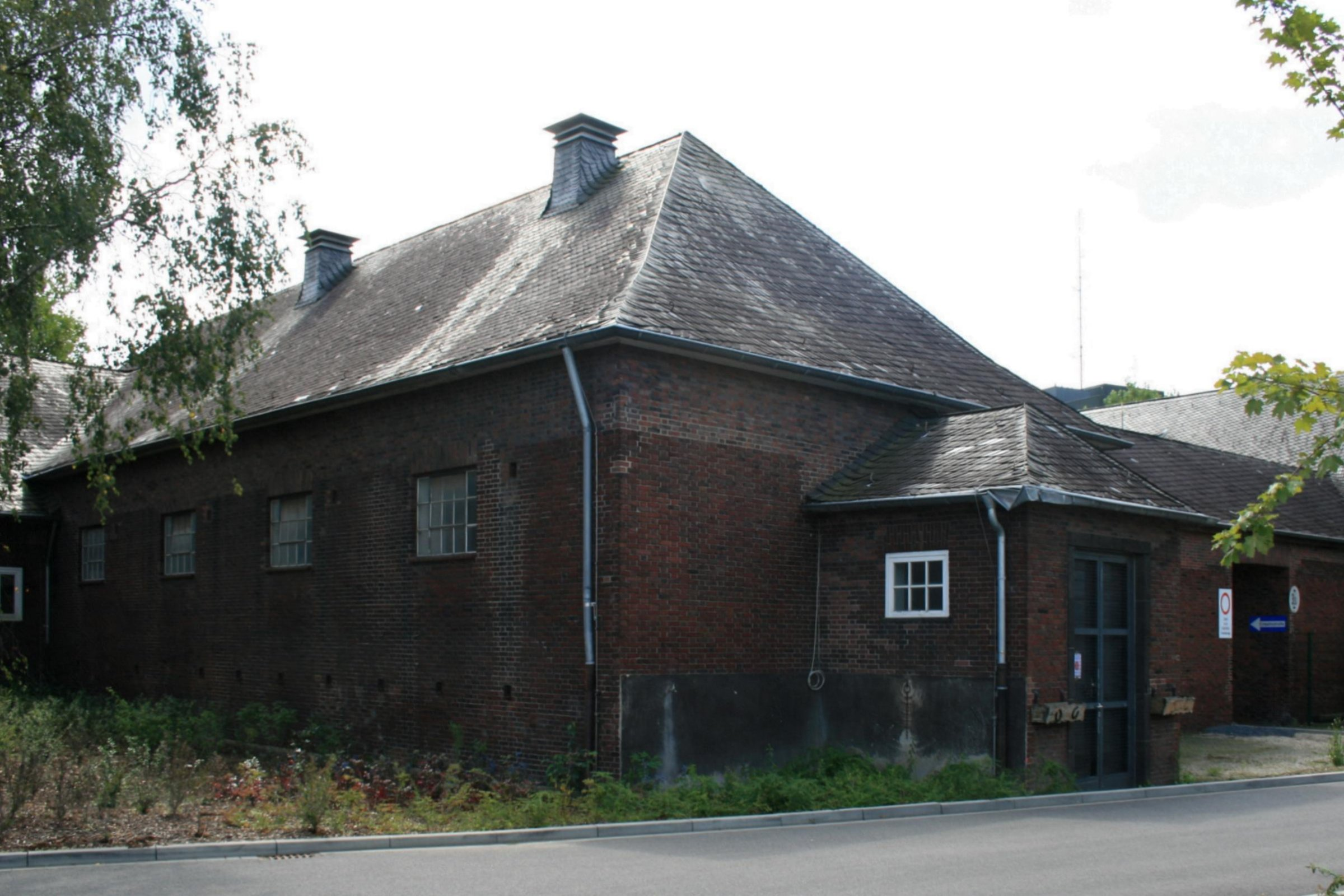
Zwischentrakt und Tortrakt (2010)

Die Reithalle mit Pferdestall, Zwischentrakt und Tortrakt Theodor-Heuss-Straße 149a steht in Mönchengladbach (Nordrhein-Westfalen) im Stadtteil Dahl.
Die Gebäude wurden 1938/39 erbaut und unter Nr. T 008b am 9. August 1988 in die Denkmalliste der Stadt Mönchengladbach eingetragen.

## Lage
Das Objekt liegt auf der Nordostseite des ehemaligen Polizeipräsidiums unmittelbar an der Südstraße. 

## Architektur
Die Reithalle mit begleitendem Pferdestall schließt einen angeordneten Gebäudeflügel zur Südstraße ab.

### Reithalle

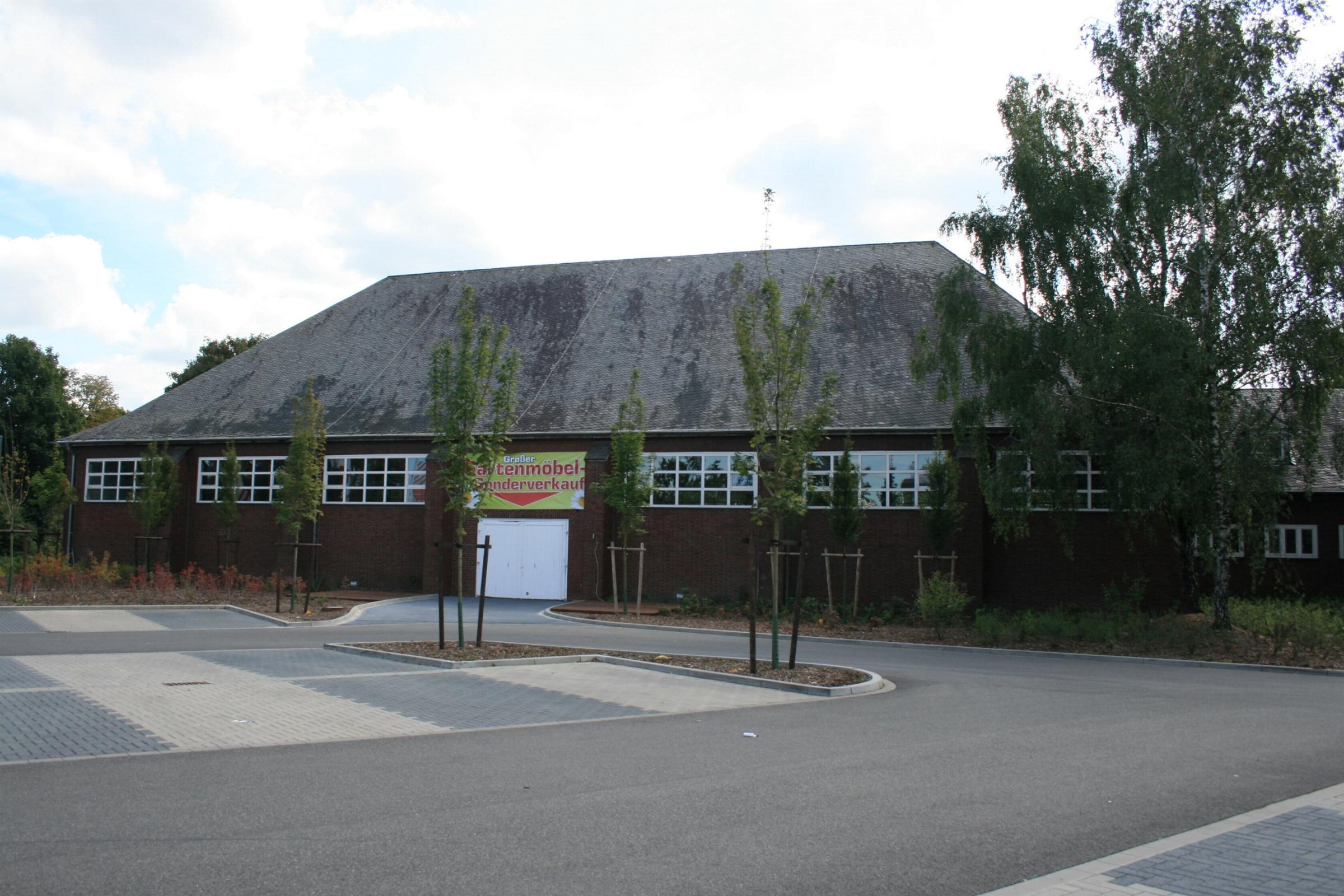
Ehemalige Reithalle (2010)

Die Reithalle ist als Stahlbetonkonstruktion mit Wandfüllungen und Verblendung aus Ziegelstein unter einem steilen Walmdach errichtet. Siebenachsige Wandgliederung mit ziegelverblendeten Strebepfeilern vor den Trauffassaden, die die zweifach im Bereich der Traufen und der Mittelpfetten geknickten Stahlbetonstreben der Dachkonstruktion aufnehmen. Im Innern imposanter, bis in die Dachkonstruktion aus mächtigen Stahlbetonstreben, Dachsparren und Holzschalung frei einsehbarer Raum für die stützenfreie Reitbahn. 

### Stall
Eingeschossiger Bau in Ziegelmauerwerk und tragender Stahlbetonkonstruktion unter Walmdach mit Schiefereindeckung in altdeutscher Deckart. Dreischiffige Anlage mit mittelaxialer Stallgasse und flankierenden Pferdeboxen auf den Außenseiten, erschlossen über einen steinernen Vorbau mit zweiflügeligem Holztor unter schiefergedecktem Walmdach. Auf der entgegengesetzten Südseite steht ein risalitartig vorgezogenes Bauteil in der Verlängerung der Stallgasse vor dem Südgiebel des Gebäudes.

### Garagen- und Tortrakt
An der Nordseite des Stalls verbindet ein Tortrakt mit je zwei flankierenden, durch Holztore verschlossenen Garagen unter einem mit Schiefer eingedeckten Satteldach den Stall mit dem nächsten, kammartig ausgebildeten Gebäude des Nordtraktes. Als Anfahrschutz besitzt die Tordurchfahrt steinerne Radabweiser.
Das Objekt ist bedeutend für die Geschichte des Menschen, für Städte und Siedlungen und für die Geschichte der Arbeitsverhältnisse. Für seine Erhaltung und Nutzung liegen wissenschaftliche, insbesondere architekturhistorische, ortshistorische und städtebauliche Gründe vor.